# Sugar Hill (Nou Hampshire)
Sugar Hill és una població dels Estats Units a l'estat de Nou Hampshire. Segons el cens del 2000 tenia 563 habitants.

## Demografia
Segons el cens del 2000, Sugar Hill tenia 563 habitants, 258 habitatges, i 164 famílies. La densitat de població era de 12,7 habitants per km².
Dels 258 habitatges en un 22,1% hi vivien nens de menys de 18 anys, en un 56,2% hi vivien parelles casades, en un 4,7% dones solteres, i en un 36,4% no eren unitats familiars. En el 29,8% dels habitatges hi vivien persones soles el 12% de les quals corresponia a persones de 65 anys o més que vivien soles. El nombre mitjà de persones vivint en cada habitatge era de 2,18 i el nombre mitjà de persones que vivien en cada família era de 2,72.
Per edats la població es repartia de la següent manera: un 18,1% tenia menys de 18 anys, un 5,3% entre 18 i 24, un 24,2% entre 25 i 44, un 33,7% de 45 a 60 i un 18,7% 65 anys o més.
L'edat mediana era de 46 anys. Per cada 100 dones de 18 o més anys hi havia 101,3 homes.
La renda mediana per habitatge era de 49.219$ i la renda mediana per família de 60.288$. Els homes tenien una renda mediana de 36.667$ mentre que les dones 25.714$. La renda per capita de la població era de 29.743$. Entorn del 4,3% de les famílies i el 5,3% de la població estaven per davall del llindar de pobresa.